# Accident aérien de Downend
Le 6 novembre 1957, l'accident aérien de Downend se produit quand un prototype du Bristol Britannia s’écrase dans des bois près d’Overndale Road à Downend (en), une banlieue de Bristol, en Angleterre. Il effectuait une approche sur l'aéroport de Filton (en) au cours d'un vol d'essai. Il y avait quinze personnes à bord, quatre membres d'équipage et onze techniciens, qui ont tous péri dans l'accident.

## Cause de l'accident
La cause exacte de l'accident n'a jamais été déterminée, mais on soupçonne qu’un dysfonctionnement du pilote automatique, probablement dû à un câblage défectueux, est à l'origine de l’accident. La société qui a fabriqué le système de pilote automatique a publié une déclaration affirmant que la cause n’était pas imputable au système de pilotage automatique, mais a modifié ce système dans les nouveaux appareils. Le rapport officiel déclare que la cause reste inconnue mais que « le système de pilotage automatique ne pouvait pas être exclu de la cause probable ».

## Pertes
Les 15 personnes à bord sont mortes dans l'accident. Bien que l'avion descendît dans un quartier résidentiel, on ne déplora aucune victime au sol. Une habitante d’Overndale Road dut être transportée à l'hôpital après avoir été blessée par le souffle de l'explosion lorsque l'un des moteurs et une partie de l'aile tombèrent à côté de sa maison pendant qu'elle étendait son linge dans le jardin.

## Commémoration
Un service commémoratif eut lieu à la cathédrale de Bristol le 19 novembre 1957. 
Une plaque commémorative sur le site de l'accident, maintenant appelé Britannia Wood, fut dévoilée le 3 novembre 2007 par la veuve du pilote de l'avion.